# Бій на палицях (картина)
Бій на палицях (ісп. Riña a garrotazos або Duelo a garrotazos) — це назва картини іспанського художника Франсіско Гої, яка зараз зберігається в Музеї Прадо в Мадриді. Одна з серії «Чорних картин», яку Гоя намалював для декорації стін будинку у період між 1820 і 1823 роками, зображує двох чоловіків, які, застрягши по коліна в багнюці або піску, б'ються палицями.
У 1819 році Гоя придбав будинок на березі річки Мансанарес поблизу Мадрида під назвою Квінта-дель-Сордо («Дім глухого»). Це був невеликий двоповерховий будинок, названий на честь його попереднього мешканця, що був глухим, однак Гоя також втратив слух після хвороби, яка перебігала з гарячкою, в 1792 році. Між 1819 та 1823 роками, коли він переїхав до Бордо, Гоя створив серію з 14 робіт, які намалював олійними фарбами безпосередньо на стінах будинку. Картина «Бій на палицях» була розташована у верхній кімнаті Квінта-дель-Сордо.
Картина, як і решта «Чорних картин», була перенесена з гіпсу на полотно в 1874 році Сальвадором Мартінесом Кубельсом на замовлення барона Ерлангера, французького банкіра, який мав намір продати картини на Всесвітній виставці в Парижі в 1878 році. Однак робота не зацікавила покупців, і він сам подарував її Музею Прадо в 1881 році.

## Аналіз
Ця картина з моменту її створення (1819—1823) сприймалася як братовбивча боротьба між іспанцями; за часів Гої протилежними позиціями були ліберали та абсолютисти. Картина була написана під час Іспанської революції та страти Рієго Фердинандом VII, що призвело до вигнання французьких прихильників, у тому числі й самого художника. З цієї причини картина ніби пророкує боротьбу між «двома Іспаніями», яка триватиме в 19 столітті між прогресистами та «модерадос», що призвели до Громадянської війни в Іспанії (1936-39).

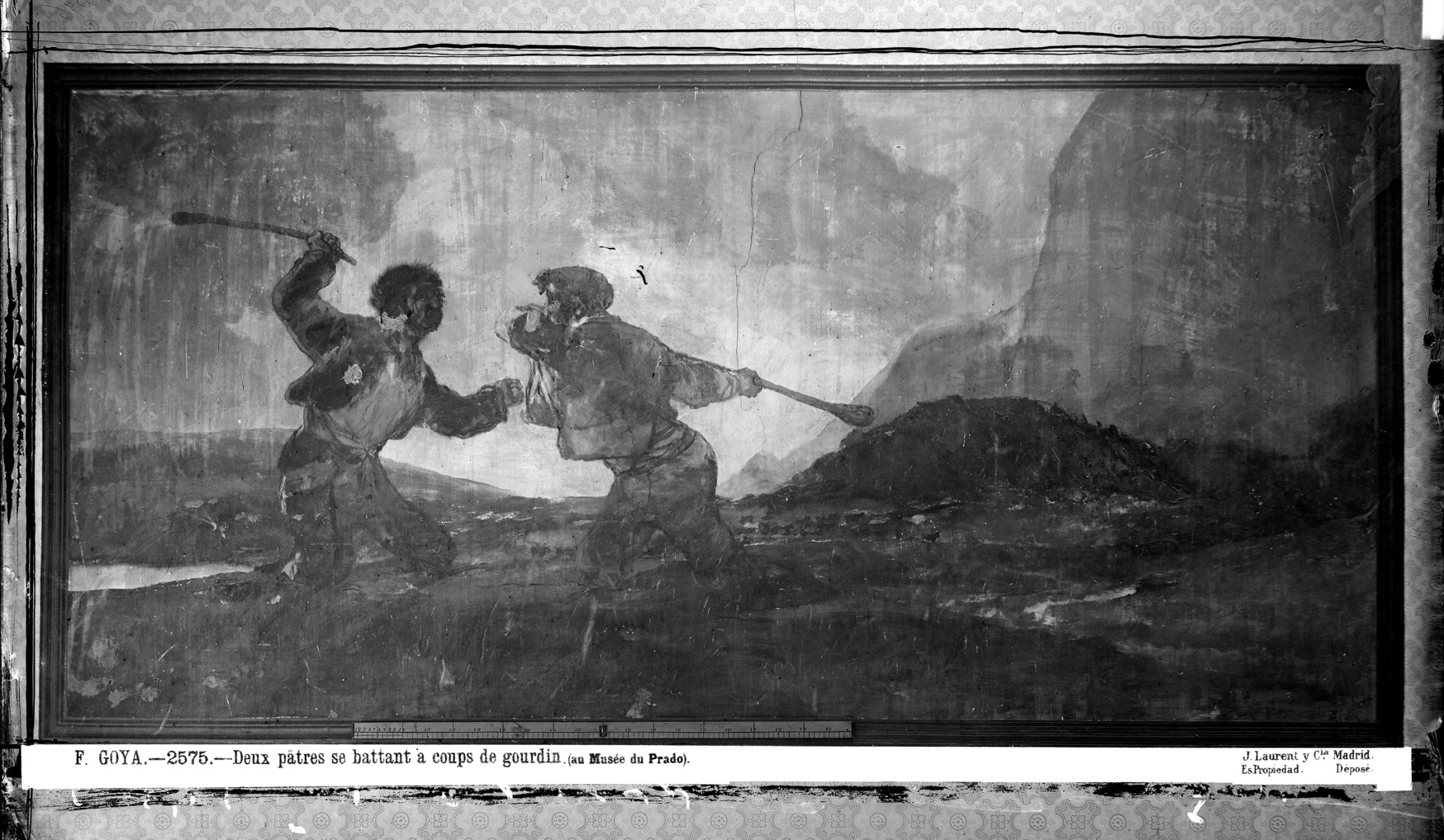
Фотографія Жана Лорана, зроблена близько 1873 року перед перенесенням на полотно. Попри те, що не видно ніг, Іріарте, який розглядав картину в Квінті, інтерпретував її так, що дуелянти билися на трав'яному полі, а не по коліна в багнюці.

Зарубіжні критики 19 століття традиційно розглядали цю роботу як зображення іспанського сільського побуту. Однак іспанські інтелектуали від самого початку відмовлялися інтерпретувати її як картину в стилі костумбризм. Їхнє бачення сюжету було переважно символічним: безжальна смерть, розбрат між людьми або громадянські війни.
Однак один з елементів такого тлумачення твору як зображення іспанців, приречених на вбивство один одного, — ноги чоловіків, що застрягли в піску, — був поставлений під сумнів. Британський дослідник Найджел Глендінґінґ звернув увагу на відмінності між сучасними картинами і станом «Чорних картин» до їхнього перенесення та реставрації, задокументованими на серії фотографій, зроблених близько 1873 року французьким фотографом Жаном Лораном. Наприкінці 2010 року ще одне дослідження зображень Лорана, проведене Карлосом Форададою, художником і викладачем історії мистецтва, підтвердило, що Гоя намалював дуелянтів, які стоять у високій траві, а не по коліна в багнюці, і що саме погана техніка, використана для зняття картин зі стін Квінта-дель-Сордо, призвела до втрати великих ділянок картини.
На фотографії Лорана на стіні в будинку Гої фігури постають на передньому плані, як це було прийнято в «Лихоліттях війни», виділені на тлі далекого безлюдного пейзажу й підсвічені, що суперечило традиціям портретного зображення людей. Не виключено, що він хотів передати слабке світанкове світло, у якому відбувається двобій. Кольоровими представлені лише пейзаж і небо. Як протиставлення жорстокій драмі, ми бачимо красу блакиті небесного простору та відтінки рожевого на землі.

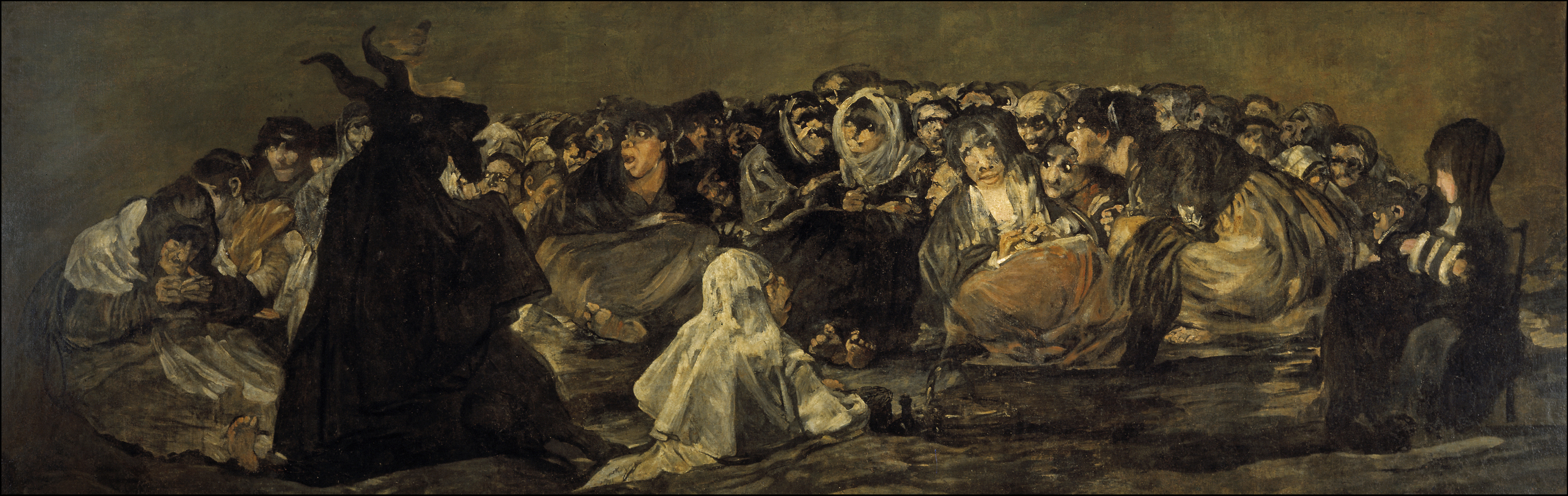
"Відьомський шабаш"

Композиція зміщена від центру, а самі дуелянти зображені в лівій частині картини, залишаючи праворуч широкий пейзаж. Цей дисбаланс у композиції суперечить академічним і неокласичним канонам і часто зустрічається в інших «Чорних картинах», таких як «Відьомський шабаш» або «Паломництво до Сан-Ісідро», у якій чоловіки скупчилися в одному кінці зображення. Цей тип органічної композиції базується на лініях сили та руху, а не на положенні фігур, і є типовим для романтизму.

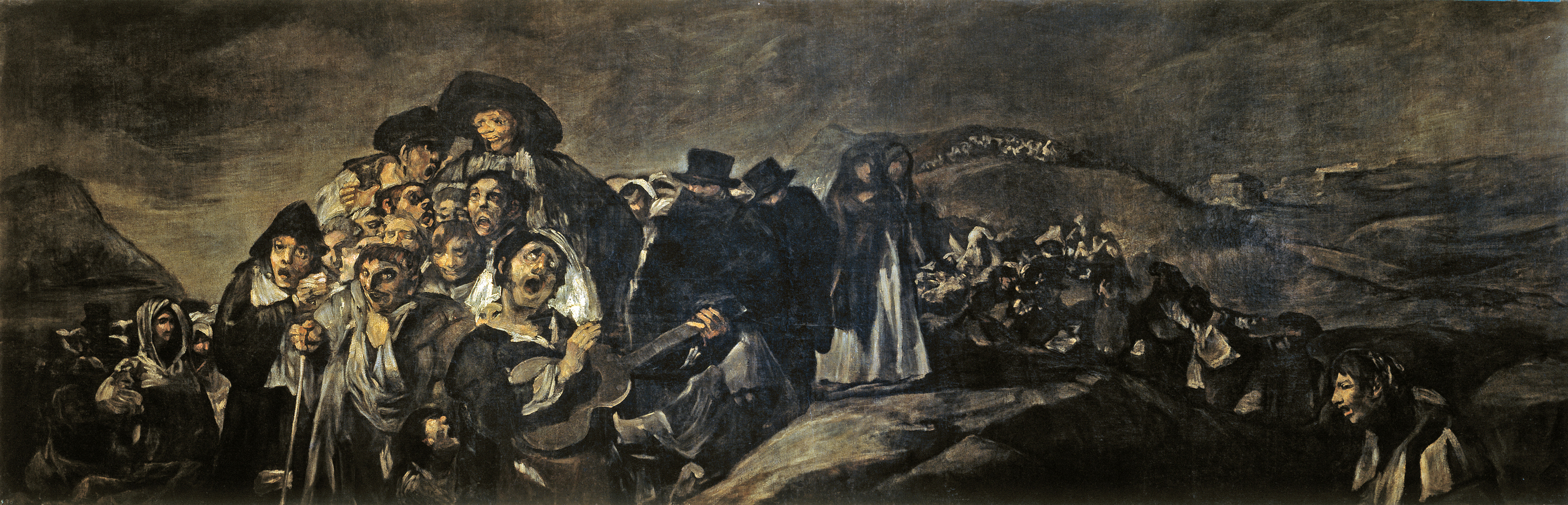
"Паломництво до Сан-Ісідро"

## Дивіться також
Ser de España
Pinturas negras
1. ↑  https://www.museodelprado.es/en/the-collection/art-work/fight-to-the-death-with-clubs/2f2f2e12-ed09-45dd-805d-f38162c5beaf